# Élections législatives de 1902 dans les Côtes-du-Nord
Les élections législatives  dans les Côtes-du-Nord ont lieu les dimanche 27 avril 1902 et 11 mai 1902. Elles ont pour but d'élire les députés représentant le département à la Chambre des députés pour un mandat de quatre années.

## Élections partielles (1898-1902)
Il n'y a pas eu d'élections partielles durant le mandat précédant.

## Députés sortants
|  | Paul Le Troadec               | Radical      | Conseiller général et maire de Lézardrieux. Agriculteur.                      |
|  | Ambroise Philippe             | Radical      | Conseiller municipal de Quintin. Tanneur.                                     |
|  | Louis Armez                   | Ministériel  | Conseiller général de Paimpol, maire de Plourivo. Ingénieur civil.            |
|  | Yves Riou                     | Ministériel  | Conseiller général et maire de Guingamp. Avocat.                              |
|  | Eugène Mando                  | Progressiste | Conseiller général de Plouguenast. .                                          |
|  | Albert Jacquemin              | Progressiste | Conseiller municipal de Dinan. Avocat.                                        |
|  | Frédéric Rioust de Largentaye | Monarchiste  | Conseiller général de Plancoët, maire de Saint-Lormel. Propriétaire agricole. |
|  | Henri Derrien                 | Monarchiste  | Conseiller général et maire de Lannion. Avocat.                               |
|  | Frédéric de Kerouartz         | Monarchiste  | Conseiller général de Callac. Propriétaire terrien.                           |

## Mode de scrutin
L'élection se fait au scrutin d'arrondissement, soit un mode uninominal majoritaire à deux tours. 
La circonscription pour l'élection est l'arrondissement. 
Le scrutin est individuel, chaque arrondissement élisant un député. 
Les arrondissements qui ont plus de cent mille habitants sont divisés. Dans ce cas on élit un député par circonscription électorale.
Seul l'arrondissement de Loudéac n'est pas divisé en deux.
L'article 18 précise qu'il faut réunir pour être élu au premier tour :
1. La majorité absolue des suffrages exprimés ;
2. Un nombre de suffrages égal au quart des électeurs inscrits.

Au deuxième tour la majorité relative suffit. En cas d'égalité c'est le plus âgé qui est élu.

## Résultats par arrondissement

### Arrondissement de Dinan

#### 1recirconscription
Dinan-1 regroupe les cantons de Dinan-Ouest, Dinan-Est, Évran, Ploubalay et de Caulnes.
| Candidats      | Candidats          | Étiquette      | Premier tour | Premier tour |
| Candidats      | Candidats          | Étiquette      | Voix         | %            |
| -------------- | ------------------ | -------------- | ------------ | ------------ |
|                | Albert Jacquemin * | Progressiste   | 8 077        | 70,30        |
|                | Charles Baudet     | Radical        | 3 413        | 29,70        |
|                | M. Folligné        | Ministériel    | 8            | 0,07         |
|                | M. Apat            | Guesdiste      | 5            | 0,04         |
|                |                    |                |              |              |
| Inscrits       | Inscrits           | Inscrits       | 15 791       | 100,00       |
| Votants        | Votants            | Votants        | 11 633       | 73,67        |
| Abstention     | Abstention         | Abstention     | 4 158        | 26,33        |
| Blancs et nuls | Blancs et nuls     | Blancs et nuls | 130          | 1,12         |
| Exprimés       | Exprimés           | Exprimés       | 11 503       | 98,88        |

*sortant

#### 2ecirconscription
Dinan-2 regroupe les cantons de Broons, Jugon-les-Lacs, Matignon, Plancoët et de Plélan-le-Petit.
| Candidats      | Candidats                       | Étiquette      | Premier tour | Premier tour |
| Candidats      | Candidats                       | Étiquette      | Voix         | %            |
| -------------- | ------------------------------- | -------------- | ------------ | ------------ |
|                | Frédéric Rioust de Largentaye * | Monarchiste    | 8 379        | 60,17        |
|                | Pierre Mando                    | Ministériel    | 5 687        | 39,83        |
|                | Barthélémy Martin               | Guesdiste      | 1            | 0,01         |
|                |                                 |                |              |              |
| Inscrits       | Inscrits                        | Inscrits       | 16 935       | 100,00       |
| Votants        | Votants                         | Votants        | 14 211       | 83,92        |
| Abstention     | Abstention                      | Abstention     | 2 724        | 16,08        |
| Blancs et nuls | Blancs et nuls                  | Blancs et nuls | 144          | 1,01         |
| Exprimés       | Exprimés                        | Exprimés       | 14 067       | 98,99        |

*sortant

### Arrondissement de Guingamp

#### 1recirconscription
Guingamp-1 regroupe les cantons de Bégard, Belle-Isle-en-Terre, Guingamp, Plouagat et de Pontrieux.
| Candidats      | Candidats                | Étiquette                | Premier tour | Premier tour |
| Candidats      | Candidats                | Étiquette                | Voix         | %            |
| -------------- | ------------------------ | ------------------------ | ------------ | ------------ |
|                | Louis Rolland du Roscoat | Nationaliste-Monarchiste | 6 612        | 53,82        |
|                | Yves Riou *              | Ministériel              | 5 673        | 46,80        |
|                |                          |                          |              |              |
| Inscrits       | Inscrits                 | Inscrits                 | 16 135       | 100,00       |
| Votants        | Votants                  | Votants                  | 12 471       | 77,29        |
| Abstention     | Abstention               | Abstention               | 3 664        | 22,71        |
| Blancs et nuls | Blancs et nuls           | Blancs et nuls           | 186          | 1,49         |
| Exprimés       | Exprimés                 | Exprimés                 | 12 285       | 98,51        |

*sortant

#### 2ecirconscription
Guingamp-2 regroupe les cantons de Bourbriac, Callac, Maël-Carhaix, Rostrenen et de Saint-Nicolas-du-Pélem.
Frédéric de Kerouartz (Monarchiste), élu depuis 1898, ne se représente pas.
| Candidats      | Candidats             | Étiquette                | Premier tour | Premier tour |
| Candidats      | Candidats             | Étiquette                | Voix         | %            |
| -------------- | --------------------- | ------------------------ | ------------ | ------------ |
|                | Louis Félix Ollivier  | Nationaliste-Monarchiste | 7 250        | 53,18        |
|                | M. J. Quéré           | Ministériel              | 6 381        | 46,80        |
|                | Désiré Raoult-Charron | Guesdiste                | 3            | 0,02         |
|                |                       |                          |              |              |
| Inscrits       | Inscrits              | Inscrits                 | 17 180       | 100,00       |
| Votants        | Votants               | Votants                  | 13 685       | 79,66        |
| Abstention     | Abstention            | Abstention               | 3 495        | 20,34        |
| Blancs et nuls | Blancs et nuls        | Blancs et nuls           | 51           | 0,37         |
| Exprimés       | Exprimés              | Exprimés                 | 13 634       | 99,63        |

### Arrondissement de Lannion

#### 1recirconscription
Lannion-1 regroupe les cantons de Lannion, Plestin-les-Grèves et de Plouaret.
| Candidats      | Candidats        | Étiquette      | Premier tour | Premier tour |
| Candidats      | Candidats        | Étiquette      | Voix         | %            |
| -------------- | ---------------- | -------------- | ------------ | ------------ |
|                | Henri Derrien *  | Monarchiste    | 5 913        | 59,01        |
|                | Amédée Le Bellec | Ministériel    | 4 106        | 40,98        |
|                | M. A. Céréde     | Guesdiste      | 2            | 0,01         |
|                |                  |                |              |              |
| Inscrits       | Inscrits         | Inscrits       | 13 160       | 100,00       |
| Votants        | Votants          | Votants        | 10 071       | 76,53        |
| Abstention     | Abstention       | Abstention     | 3 089        | 23,47        |
| Blancs et nuls | Blancs et nuls   | Blancs et nuls | 52           | 0,52         |
| Exprimés       | Exprimés         | Exprimés       | 10 019       | 99,48        |

*sortant

#### 2ecirconscription
Lannion-2 regroupe les cantons de Lézardrieux, Perros-Guirrec, La Roche-Derrien et de Tréguier.
| Candidats      | Candidats         | Étiquette                | Premier tour | Premier tour |
| Candidats      | Candidats         | Étiquette                | Voix         | %            |
| -------------- | ----------------- | ------------------------ | ------------ | ------------ |
|                | Paul Le Troadec * | Radical                  | 5 646        | 55,04        |
|                | Henri Rieunier    | Nationaliste-Monarchiste | 4 613        | 44,96        |
|                | M. Koessler       | Guesdiste                | 0            | 0,00         |
|                |                   |                          |              |              |
| Inscrits       | Inscrits          | Inscrits                 | 14 683       | 100,00       |
| Votants        | Votants           | Votants                  | 10 378       | 70,68        |
| Abstention     | Abstention        | Abstention               | 4 305        | 29,32        |
| Blancs et nuls | Blancs et nuls    | Blancs et nuls           | 119          | 1,15         |
| Exprimés       | Exprimés          | Exprimés                 | 10 259       | 98,85        |

*sortant

### Arrondissement de Loudéac
L’arrondissement de Loudéac regroupait les cantons de La Chèze, Collinée, Corlay, Gouarec, Loudéac, Merdrignac, Mûr-de-Bretagne, Plouguenast et d'Uzel.
| Candidats      | Candidats      | Étiquette      | Premier tour | Premier tour |
| Candidats      | Candidats      | Étiquette      | Voix         | %            |
| -------------- | -------------- | -------------- | ------------ | ------------ |
|                | Eugène Mando * | Progressiste   | 14 972       | 99,00        |
|                | Henri Boissel  | Guesdiste      | 152          | 1,00         |
|                |                |                |              |              |
| Inscrits       | Inscrits       | Inscrits       | 24 566       | 100,00       |
| Votants        | Votants        | Votants        | 17 136       | 69,76        |
| Abstention     | Abstention     | Abstention     | 7 430        | 30,24        |
| Blancs et nuls | Blancs et nuls | Blancs et nuls | 2 012        | 11,74        |
| Exprimés       | Exprimés       | Exprimés       | 15 124       | 88,26        |

*sortant

### Arrondissement de Saint-Brieuc

#### 1recirconscription
Saint-Brieuc-1 regroupait les cantons de Châtelaudren, Étables, Lanvollon, Paimpol, Plouha et de Saint-Brieuc-Nord.
| Candidats      | Candidats         | Étiquette                 | Premier tour | Premier tour |
| Candidats      | Candidats         | Étiquette                 | Voix         | %            |
| -------------- | ----------------- | ------------------------- | ------------ | ------------ |
|                | Louis Armez *     | Ministériel               | 8 048        | 53,33        |
|                | Henri Morane      | Nationaliste-Progressiste | 7 040        | 46,65        |
|                | Arthur Boussemart | Guesdiste                 | 4            | 0,03         |
|                |                   |                           |              |              |
| Inscrits       | Inscrits          | Inscrits                  | 23 046       | 100,00       |
| Votants        | Votants           | Votants                   | 15 197       | 65,94        |
| Abstention     | Abstention        | Abstention                | 7 849        | 34,06        |
| Blancs et nuls | Blancs et nuls    | Blancs et nuls            | 105          | 0,69         |
| Exprimés       | Exprimés          | Exprimés                  | 15 092       | 99,31        |

*sortant

#### 2ecirconscription
Saint-Brieuc-2 regroupait les cantons de Lamballe, Moncontour, Pléneuf, Plœuc, Quintin et de Saint-Brieuc-Midi.
Ambroise Philippe, (Radical), élu depuis 1898 ne se représente pas.
| Candidats      | Candidats       | Étiquette                | Premier tour | Premier tour |
| Candidats      | Candidats       | Étiquette                | Voix         | %            |
| -------------- | --------------- | ------------------------ | ------------ | ------------ |
|                | Guillaume Limon | Monarchiste-Nationaliste | 12 536       | 63,43        |
|                | Jean Rioche     | Progressiste             | 4 465        | 22,59        |
|                | Paul Boyer      | Socialiste               | 2 759        | 13,87        |
|                |                 |                          |              |              |
| Inscrits       | Inscrits        | Inscrits                 | 24 593       | 100,00       |
| Votants        | Votants         | Votants                  | 19 938       | 81,07        |
| Abstention     | Abstention      | Abstention               | 4 655        | 18,93        |
| Blancs et nuls | Blancs et nuls  | Blancs et nuls           | 174          | 0,87         |
| Exprimés       | Exprimés        | Exprimés                 | 19 764       | 99,13        |

## Députés élus
| Députés | Députés                         | Parti                    | Fonctions lors de l'élection en 1902                                                   |
| ------- | ------------------------------- | ------------------------ | -------------------------------------------------------------------------------------- |
|         | Paul Le Troadec *               | Radical                  | Conseiller général et maire de Lézardrieux. Agriculteur.                               |
|         | Louis Armez *                   | Ministériel              | Conseiller général de Paimpol, maire de Plourivo. Ingénieur civil.                     |
|         | Eugène Mando *                  | Progressiste             | Conseiller général de Plouguenast. .                                                   |
|         | Albert Jacquemin *              | Progressiste             | Conseiller municipal de Dinan. Avocat.                                                 |
|         | Frédéric Rioust de Largentaye * | Monarchiste              | Conseiller général de Plancoët, maire de Saint-Lormel. Propriétaire agricole.          |
|         | Henri Derrien *                 | Monarchiste              | Conseiller général et maire de Lannion. Avocat.                                        |
|         | Guillaume Limon                 | Monarchiste-Nationaliste | Conseiller général de Quintin, maire de Saint-Brandan. Propriétaire terrien.           |
|         | Louis Rolland du Roscoat        | Nationaliste-Monarchiste | Conseiller général de Bourbriac, maire de Coadout. Propriétaire terrien.               |
|         | Louis-Félix Ollivier            | Nationaliste-Monarchiste | Conseiller général de Saint-Brieuc-Midi, conseiller municipal de Saint-Brieuc. Avocat. |